# Китайски воден дракон
Китайският воден дракон (Physignathus cocincinus) е вид гущер от семейство Агамови, който естествено обитава Китай и Индокитай. Известен и под названия като „азиатски воден дракон“, „тайландски воден дракон“ и „зелен воден дракон“.

## Описание
Китайските водни дракони могат на дължина да достигнат до 1 метър, включително с опашката, и могат да живеят от 10 до 15 години. Оцветяването им варира от тъмнозелено до светлозелено. По тялото се забелязват диагонални ивици в зелено или тюркоазено, докато опашката от средата до края е опръстенена в зелено и тъмнокафяво. В областта на корема оцветяването варира от бяло, през цвят „слонова кост“, много бледо зелено, до бледо жълто. В областта на гърлото китайските водни дракони са с по-ярко изразени цветове: бяло и синьо или прасковено; някои са в един цвят, а други – на ивици. Възрастните мъжки като цяло са по-едри и имат по-големи и по-триъгълни като форма глави от женските, и развиват по-големи гребени на главата, врата и опашката. Опашката, която заема малко повече от две-трети от общата дължина на тялото, може да се ползва от гущера като оръжие, за запазване на равновесието, както и му помага при плуване.
Както при други влечуги, китайският воден дракон притежава малко, иризиращо, светлочувствително петно между очите, което се смята, че помага за терморегулацията на тялото, като долавя разлики в осветлението и помага на гущера да се ориентира къде да се препича на слънце, и къде да търси убежище след залез слънце. Фоточувствителността на тъканите на това място помагат на гущера също така да избягва хищни птици и други заплахи, които дебнат от височина, тъй като регистрират дори и слаби промени в осветеността, дължащи се на преминаващи сянки.

## Местообитание и поведение
Китайският воден дракон се среща ниските и високите горски територии на южен Китай и югоизточна Азия (Тайланд, Виетнам, Лаос, Камбоджа и Бурма), а като инвазивен вид се среща на установени популации в Хонг Конг, вероятно вследствие на изоставени сред природата екземпляри – домашни любимци. Най-често обитава брегове на сладководни езера и потоци. Той е дневно животно и по-голямата част от времето си прекарва върху дървета и растения. Когато се почувства застрашен, гущерът се хвърля във водата и може или да остане под вода до 25 минути без прекъсване, или да плува и така да осигури своята безопасност. Водните дракони обитават райони със средни нива на влажност на въздуха от 40–80% и температури в диапазона 26–32 °C.

## Хранене
Въпреки че могат да се хранят и с растителност, диетата на водните дракони се състои основно от насекоми, по-рядко допълвана от дребни рибки, бозайници или други влечуги.